# 克里斯蒂亞諾·佩雷拉·費雷拉
克里斯蒂亞諾·佩雷拉·費雷拉（葡萄牙語：Cristiano Pereira Figueiredo；1990年11月29日—）是一位葡萄牙足球運動員。在場上的位置是守門員。他現在效力於葡萄牙足球超級聯賽球隊科英布拉大學足球會。他的弟弟托比亞斯·費古爾多也是一位足球運動員。